# Präventivdoktrin
Präventivdoktrin bezeichnet eine Verteidigungsstrategie, nach der ein Recht zu vorbeugenden Maßnahmen im Vorfeld eines bewaffneten Angriffs besteht.

## Ursprung
Die Vorläufer der modernen Diskussion hinsichtlich der völkerrechtlichen Legitimität von präventiven Handlungsoptionen im Vorfeld bewaffneter Konflikte lassen sich bis in die Mitte des 19. Jahrhunderts zurückverfolgen. So legt die berühmte Note von Lord Webster im Caroline-Fall bereits ein Zeugnis einer Notwendigkeit präventiver Verteidigungsoptionen unmittelbar im Vorfeld eines bewaffneten Angriffs ab. 
Eine besondere völkerrechtliche Legitimitationsgrundlage benötigt die einseitige vorbeugende Anwendung von Gewalt jedoch erst mit der Einführung des Art. 2 (4) UN-Charta und der damit verbundenen umfassenden Domestizierung von Gewalt in einem Verbotstatbestand. Bis dato war das ius ad bellum (mit Ausnahme des ineffektiven Kellogg-Briand-Paktes) als Ausfluss der Souveränität ein Kernbereich staatlicher Entscheidungshoheit. Folglich beschreibt die Präventivdoktrin lediglich eine Richtungskorrektur. Dieser geschichtliche Zusammenhang erscheint insofern interessant, da in der Diskussion hinsichtlich des Rückgriffs auf vorbeugende Verteidigungsmaßnahmen diese vielfach als eine Art völkerrechtliche Anomalie klassifiziert werden. Die völkerrechtliche Frage wird dabei im Lichte des politischen Anstoßes der offen formulierten Stellungnahme der National Security Strategy der USA im Jahr 2002 (bestätigt 2006) erheblich katalysiert. Denn mit der National Security Strategy bemüht die einzig verbleibende Hegemonialmacht eine Legitimität von präventiven Handlungsoptionen. 
Stellt man diese Marschroute der amerikanischen Administration in ihren politischen Kontext, so kann festgehalten werden, dass die USA selbst nicht in Gefahr stehen, einseitige Präventivmaßnahmen anderer Staaten gegen sich dulden zu müssen. Vielmehr wird in bewusster Art und Weise allein das eigene Handlungspotential geweitet. Begründet wird diese Strategie mit dem Aufkeimen neuer Bedrohungsszenarien, die in erster Linie auf Grundlage asymmetrischer Gefahrenpotentiale angezeigt sind. Ein Teil der Völkergemeinschaft liest in dieser Doktrin hingegen die Ermächtigung zu einer vom Völkerrecht getragenen Interventionswillkür. Auch die Irak-Invasion im Frühjahr 2003 wird teilweise als gescheitertes Muster einer Doktrin verstanden, die aufgrund eines ihr immanenten Webfehlers Fehlprognosen geradezu herausfordere. Zwar verweist der Präsident der Vereinigten Staaten mit Blick auf die Irakinvasion am 17. März 2003 ausdrücklich auf die neue Verteidigungsstrategie, jedoch bleibt die völkerrechtliche Legitimität der Irak-Invasion selbst unter Zugrundelegung der National Security Strategy starken Zweifeln ausgesetzt. Hieran erkennt man, dass die Diskussion der rechtlichen Maßstäbe nicht mit dem empirischen Befund der fehlerhaften Anwendung dieser Maßstäbe beginnen kann. Ansonsten würde der fehlerhafte Rechtsanwender die Maßstäbe nach seinem Belieben diktieren können. 
Zudem darf trotz der zentralen politischen Rolle der USA nicht übersehen werden, dass auch andere Staaten wie z. B. Frankreich oder Russland das Recht zu einseitiger Prävention in ihre Verteidigungsstrategien aufgenommen haben.
Im Jahr 2005 veröffentlichte die Washington Post einen Entwurf des Verteidigungsministeriums der Vereinigten Staaten zur Präventivdoktrin des US-Präsidenten George W. Bush. Das 69-seitige Papier vom 15. März stellte die Möglichkeit in Aussicht, dass die USA zur Abschreckung für Staaten oder Terrororganisationen auch den vorbeugenden Einsatz nuklearer Waffen erwägen. Der Entwurf enthielt Richtlinien für Kommandeure, die eine präsidiale Erlaubnis für den Atomwaffeneinsatz beantragen müssen. Zur glaubwürdigen Abschreckung gehöre es, dass die Streitkräfte Präventivschläge gegen Massenvernichtungswaffen führen dürften, die gegen die Vereinigten Staaten oder ihre Verbündeten gerichtet seien.

## Begründungsansätze zur völkerrechtlichen Legitimität
Die ganz überwiegende Völkerrechtslehre lehnt die Präventivdoktrin als unvereinbar mit den Maßstäben des Völkerrechts ab. Dabei scheint bei der Präventivdoktrin im Zuge eines intuitiv leicht nachzuzeichnenden Begründungspfades schnell auf die Illegitimität verwiesen werden zu können. Denn Art. 2 (4) UN-Charta verbietet die Anwendung von Gewalt in den zwischenstaatlichen Beziehungen und die einzigen Durchbrechungen dieses Höchstwerts der Völkerrechtsordnung bilden das Selbstverteidigungsrecht und das Vorgehen des Sicherheitsrates nach dem VII. Kapitel.
Eine positivistische Sicht würde an dieser Stelle eine weiterführende Diskussion mit Verweis auf die offen zu Tage tretende Struktur des Regelungsgefüges abbrechen. Damit wird jedoch verkannt, dass die UN-Charta keine ausdrückliche Aussage zur zulässigen Ausübung präventiver Optionen im Vorfeld eines bewaffneten Angriffs formuliert, das Problem mithin nicht beschreibt. Um deutlicher zu werden: Die Sorge, dass eine von Terroristen oder unberechenbaren Regimen ausgehende Bedrohung durch Massenvernichtungswaffen entsteht, ist nicht als Szenario in der UN-Charta aufgenommen. Die einzigen tatsächlichen Aussagen der UN-Charta sind zum einen, dass Gewalt in den zwischenstaatlichen Beziehungen verboten ist (Art. 2 (4) UN-Charta) und dass bei Vorliegen eines bewaffneten Angriff das Recht auf Selbstverteidigung unberührt (Art. 51 UN-Charta) bleibt. Daran anknüpfend könnte man die These formulieren, dass bei präventiven Handlungen bereits begriffsimmanent kein bewaffneter Angriff vorliegen kann, diese demnach niemals von Art. 51 UN-Charta gedeckt sein könnten. Voraussetzung für diese These ist jedoch, dass Art. 51 UN-Charta tatsächlich nur bei Vorliegen eines bewaffneten Angriffs ein Recht auf Selbstverteidigung auszulösen vermag. Jedoch dokumentiert die Staatenpraxis sowie die Rechtsüberzeugung der Staatengemeinschaft einhellig, dass auch der unmittelbar bevorstehende bewaffnete Angriff von Art. 51 UN-Charta erfasst ist. Diese klare normative Einzelaussage der Völkerrechtsordnung hat sich im Rahmen der Ereignisse des Sechstagekrieges in Israel herausgebildet. Getragen wurde sie von der Begründung, dass es keinem Staat zuzumuten sei, bis zu dem tatsächlichen Vorliegen eines bewaffneten Angriffs zuzuwarten.
An dieser Stelle könnte man nun meinen, dass folgerichtig die Berufung auf das Selbstverteidigungsrecht aus Art. 51 UN-Charta dann zur Voraussetzung haben müsse, dass ein bewaffneter Angriff jedenfalls unmittelbar bevorstehen muss. Auch dies sei aber gerade nicht der die Präventivdoktrin typisierende Fall, da diese ja gerade darauf abzielt, bereits im Vorfeld des unmittelbar bevorstehenden Angriffs militärischen Maßnahmen Legitimität zu bescheinigen. Ein solcher Begründungspfad wäre im Prinzip eine konsequente Fortführung des oben gewählten positivistischen Ansatzes, der aus Einzelaussagen eine taugliche Lösung des Problems ableitet. Jedoch erscheint bei einem zweiten Blick auch diese These nur bei Geltung einer weiteren Prämisse Gültigkeit beanspruchen zu können. Diese Prämisse muss dergestalt formuliert werden, dass nach ihrem Inhalt Art. 51 UN-Charta tatsächlich nur im unmittelbaren Vorfeld eines Angriffs ein Recht zur Selbstverteidigung begründen kann. Jedoch hat der Sicherheitsrat in den Resolutionen 1368 und 1373 auch terroristische Angriffe als bewaffnete Angriffe qualifiziert. Dabei begründet die innere Logik des Terrorismus geradezu die Unberechenbarkeit des Bevorstehens eines Angriffs. Folglich kann im Fall der Selbstverteidigung aufgrund der Bedrohung durch terroristische Schläge niemals verlässlich das unmittelbare Bevorstehen eines Angriffs begründet werden. Damit reift auch hier das Anscheinsverständnis des Art. 51 UN-Charta zu keiner tauglichen Problemlösung. Nun könnte man im Ergebnis entweder die Tragweite der Sicherheitsratsresolution anzweifeln oder das Erfordernis des unmittelbar bevorstehenden Angriffs als nicht zeitgemäß verwerfen und versuchen, den oben aufgezeigten Pfad in einem unendlichen Regress fortzusetzen. Jedoch erscheint es naheliegender, andere Ansätze der Problemlösung zu erwägen. 
Jedenfalls schützen sowohl Art 51 UN-Charta wie auch das Gewaltverbot des Art. 2 (4) UN-Charta das Selbsterhaltungsinteresse der Staaten und damit zielen beide Vorschriften im Kern auf den Schutz des gleichen Rechtsguts. Wie nun dieses Rechtsgut des Angreifenden, also desjenigen Staates, der sich auf sein durch Art. 51 UN-Charta geschütztes Selbsterhaltungsinteresse beruft, zu dem gleichen Rechtsgut auf Seiten des Angegriffenen, also desjenigen Staates, der sein Selbsterhaltungsinteresse durch den Verbotstatbestand des Art. 2 (4)UN-Charta geschützt sieht, in Relation steht, ist – wie oben aufgezeigt – keinesfalls eindeutig. Dabei spricht dem ersten Anschein nach viel dafür, diese beiden konfligierenden Schutzrichtungen nach dem Muster der praktischen Konkordanz in einen Ausgleich zu setzen.
Dieses Unterfangen unternimmt das neugewonnene Verständnis des Völkerrechts als Wertordnung. Dabei scheint eine abwägungsgebundene Werteordnung ohne eine privilegierte, absolute Geltung eines Wertes auf den ersten Blick das Problem der Zulässigkeit präventiver Optionen militärischen Handelns einfacher bewältigen zu können. Je nach Einschätzung kann dabei die Auswahl der Grundwerte, wie auch deren Gewichtung unterschiedliche Ergebnisse begründen. So könnte man entweder vertreten, dass die Abwägung der Grundwerte der Völkerrechtsordnung zu dem Ergebnis führt, dass die Formulierung einseitiger Prävention im Vorfeld aufgrund des Überwiegens des Selbsterhaltungsinteresses des latent bedrohten Staates zulässig ist. Oder das Abwägungspendel schlägt die andere Richtung ein und bestreitet im Ergebnis eine Zulässigkeit präventiver Optionen mit der Begründung, dass eine Abwägung der Grundwerte zu dem Ergebnis führt, dass das Selbsterhaltungsinteresse des mit präventiven Maßnahmen bedrohten Staates überwiegt. Dass diese Sichtweise in offensichtlicher Weise mit der dissuasiven Wirkung einer nicht klar hervortretenden Aussage einer Rechtsordnung liebäugelt, mag zwar rechtspolitisch interessant sein, widerspricht jedoch dem Gedanken der rule of law, nach welcher das Recht zu jedem Sachverhalt nur eine normative Einzelaussage fällt.
Im Kern spiegelt sich in der Unzulänglichkeit der Begründungsansätze das alte Leid positivistischer Argumentationsmuster. Dieses Modell fußt auf induktiver Problemlösung, d. h. auf dem Gedanken, ausgehend von normativen Einzelaussagen (also Einzelbeobachtungen über Aussagen einer Rechtsordnung) zu allgemeineren Aussagen fähig zu sein. Die Schwierigkeiten dieses Verfahrens sind zum einen logischer Natur [siehe Induktionsproblem] und offenbaren sich zum anderen auch in der oben aufgezeigten praktischen Verfehlung, taugliche Problemlösungen anzubieten. Dass das induktive Verfahren innerhalb der Naturwissenschaften als der Problemlösung letztlich unzulängliche Methodik in Vergessenheit geraten ist, begründet nicht, dass sich diese Erkenntnis auch auf die Rechtswissenschaft übertragen hat. Dabei muss – in Abgrenzung zu einem bloßen Streit um Worte – die Forderung an die Methodologie diejenige sein, dem Sachproblem eine angemessene Lösung zuzuführen. Insofern scheint der Versuch gleichermaßen spannend und ambitioniert entgegen der herrschenden induktiven Dogmatik, deduktiv potentiell widerlegbare Sätze zu formulieren.